# Cratere Limtoc
Limtoc è un cratere sulla superficie di Fobos.
Il cratere, con un diametro di 2 km, è la caratteristica più vistosa all'interno del più grande, e meno recente, cratere Stickney.
Il cratere è stato dedicato all'omonimo generale protagonista de I viaggi di Gulliver dall'Unione Astronomica Internazionale il 29 Novembre 2006.